# Équipe du Ghana de football à la Coupe du monde 2022
Cet article relate le parcours de l'équipe du Ghana de football lors de la Coupe du monde de football 2022 organisée au Qatar du 20 novembre au 18 décembre 2022.

## Qualifications

### Deuxième tour
| Rang | Équipe         | Pts | J | G | N | P | Bp | Bc | Diff |  | Résultats (▼ dom., ► ext.) |     |     |     |     |
| ---- | -------------- | --- | - | - | - | - | -- | -- | ---- |  | -------------------------- | --- | --- | --- | --- |
| 1    | Ghana          | 13  | 6 | 4 | 1 | 1 | 7  | 3  | +4   |  | Ghana                      |     | 1-0 | 1-0 | 3-1 |
| 2    | Afrique du Sud | 13  | 6 | 4 | 1 | 1 | 6  | 2  | +4   |  | Afrique du Sud             | 1-0 |     | 1-0 | 1-0 |
| 3    | Éthiopie       | 5   | 6 | 1 | 2 | 3 | 4  | 7  | -3   |  | Éthiopie                   | 1-1 | 1-3 |     | 1-0 |
| 4    | Zimbabwe       | 2   | 6 | 0 | 2 | 4 | 2  | 7  | -5   |  | Zimbabwe                   | 0-1 | 0-0 | 1-1 |     |

| 1er match                      | Ghana      | 1 - 0   | Éthiopie                  |                                                                  |                                                                  |
| 3 septembre 2021 20h00 (UTC+0) | Wakaso 35e | (1 - 0) |                           | Cape Coast Sports Stadium, Cape Coast Arbitrage : Redouane Jiyed | Cape Coast Sports Stadium, Cape Coast Arbitrage : Redouane Jiyed |
| 3 septembre 2021 20h00 (UTC+0) | Wakaso 53e | Rapport | 44e Bekele · 52e Endeshaw | Cape Coast Sports Stadium, Cape Coast Arbitrage : Redouane Jiyed | Cape Coast Sports Stadium, Cape Coast Arbitrage : Redouane Jiyed |

| 2e match                       | Afrique du Sud                          | 1 - 0   | Ghana       |                                                                                   |                                                                                   |
| 6 septembre 2021 19h00 (UTC+2) | Hlongwane 83e                           | (0 - 0) |             | FNB Stadium, Johannesbourg Spectateurs : 0 (huis-clos) Arbitrage : Derrick Kafuli | FNB Stadium, Johannesbourg Spectateurs : 0 (huis-clos) Arbitrage : Derrick Kafuli |
| 6 septembre 2021 19h00 (UTC+2) | De Reuck 4e · Mvala 53e · Hlongwane 84e | Rapport | 34e Fameyeh | FNB Stadium, Johannesbourg Spectateurs : 0 (huis-clos) Arbitrage : Derrick Kafuli | FNB Stadium, Johannesbourg Spectateurs : 0 (huis-clos) Arbitrage : Derrick Kafuli |

| 3e match                     | Ghana                            | 3 - 1   | Zimbabwe          |                                                                                         |                                                                                         |
| 9 octobre 2021 19h00 (UTC+0) | Kudus 5e · Partey 66e · Ayew 87e | (1 - 0) | 49e (pen.) Musona | Baba Yara Stadium, Kumasi Spectateurs : 0 (huis-clos) Arbitrage : Pierre Ghislain Atcho | Baba Yara Stadium, Kumasi Spectateurs : 0 (huis-clos) Arbitrage : Pierre Ghislain Atcho |
| 9 octobre 2021 19h00 (UTC+0) | Kudus 31e · Djiku 48e            | Rapport | 90+2e Hadebe      | Baba Yara Stadium, Kumasi Spectateurs : 0 (huis-clos) Arbitrage : Pierre Ghislain Atcho | Baba Yara Stadium, Kumasi Spectateurs : 0 (huis-clos) Arbitrage : Pierre Ghislain Atcho |

| 4e match                      | Zimbabwe   | 0 - 1   | Ghana      |                                                                                   |                                                                                   |
| 12 octobre 2021 16h00 (UTC+2) |            | (0 - 1) | 31e Partey | National Sports Stadium, Harare Spectateurs : 0 (huis-clos) Arbitrage : Amin Omar | National Sports Stadium, Harare Spectateurs : 0 (huis-clos) Arbitrage : Amin Omar |
| 12 octobre 2021 16h00 (UTC+2) | Mudimu 38e | Rapport | 52e Djiku  | National Sports Stadium, Harare Spectateurs : 0 (huis-clos) Arbitrage : Amin Omar | National Sports Stadium, Harare Spectateurs : 0 (huis-clos) Arbitrage : Amin Omar |

| 5e match                       | Éthiopie                               | 1 - 1   | Ghana    |                                                                                    |                                                                                    |
| 11 novembre 2021 16h00 (UTC+2) | Kebede 72e                             | (0 - 1) | 22e Ayew | Orlando Stadium, Orlando Spectateurs : 0 (huis-clos) Arbitrage : Blaise Yuven Ngwa | Orlando Stadium, Orlando Spectateurs : 0 (huis-clos) Arbitrage : Blaise Yuven Ngwa |
| 11 novembre 2021 16h00 (UTC+2) | Tamene 86e · Shanko 87e · Debebe 90+5e | Rapport | 52e Ayew | Orlando Stadium, Orlando Spectateurs : 0 (huis-clos) Arbitrage : Blaise Yuven Ngwa | Orlando Stadium, Orlando Spectateurs : 0 (huis-clos) Arbitrage : Blaise Yuven Ngwa |

| 6e match                       | Ghana                        | 1 - 0   | Afrique du Sud          |                                                                                    |                                                                                    |
| 14 novembre 2021 19h00 (UTC+0) | Ayew 33e (pen.)              | (1 - 0) |                         | Baba Yara Stadium, Kumasi Spectateurs : 0 (huis-clos) Arbitrage : Maguette N'Diaye | Baba Yara Stadium, Kumasi Spectateurs : 0 (huis-clos) Arbitrage : Maguette N'Diaye |
| 14 novembre 2021 19h00 (UTC+0) | Yiadom 41e · Wollacott 90+4e | Rapport | 32e De Reuck · 63e Xulu | Baba Yara Stadium, Kumasi Spectateurs : 0 (huis-clos) Arbitrage : Maguette N'Diaye | Baba Yara Stadium, Kumasi Spectateurs : 0 (huis-clos) Arbitrage : Maguette N'Diaye |

### Troisième tour
| Équipe | Aller | Total  | Retour | Équipe  |
| ------ | ----- | ------ | ------ | ------- |
| Ghana  | 0 - 0 | 1E - 1 | 1 - 1  | Nigeria |

| Aller                    | Ghana          | 0 - 0   | Nigeria |                                                      |                                                      |
| 25 mars 2022 20h30 UTC+2 |                | (0 - 0) |         | Baba Yara Stadium, Kumasi Arbitrage : Rédouane Jiyed | Baba Yara Stadium, Kumasi Arbitrage : Rédouane Jiyed |
| 25 mars 2022 20h30 UTC+2 | Rapport (FIFA) |         |         | Baba Yara Stadium, Kumasi Arbitrage : Rédouane Jiyed | Baba Yara Stadium, Kumasi Arbitrage : Rédouane Jiyed |

| Retour                   | Nigeria                 | 1 - 1   | Ghana                |                                              |                                              |
| 29 mars 2022 18h00 UTC+1 | Troost-Ekong 22e (pen.) | (1 - 1) | 10e Partey (Mensah ) | Abuja Stadium, Abuja Arbitrage : Sadok Selmi | Abuja Stadium, Abuja Arbitrage : Sadok Selmi |
| 29 mars 2022 18h00 UTC+1 | Rapport (FIFA)          |         |                      | Abuja Stadium, Abuja Arbitrage : Sadok Selmi | Abuja Stadium, Abuja Arbitrage : Sadok Selmi |

## Préparation

### Matchs de préparation à la Coupe du monde
Liste détaillée des matches du Ghana depuis sa qualification à la Coupe du monde :

#### Coupe d'Afrique des Nations
| 1er match                   | Ghana                                   | 3 - 0   | Madagascar |                                                                   |                                                                   |
| 1er juin 2022 19h00 (UTC+0) | Kudus 53e · Afena-Gyan 56e · Bukari 86e | (0 - 0) |            | Cape Coast Sports Stadium, Cape Coast Arbitrage : Mahamadou Keita | Cape Coast Sports Stadium, Cape Coast Arbitrage : Mahamadou Keita |
| 1er juin 2022 19h00 (UTC+0) | Rapport                                 |         |            | Cape Coast Sports Stadium, Cape Coast Arbitrage : Mahamadou Keita | Cape Coast Sports Stadium, Cape Coast Arbitrage : Mahamadou Keita |

| 2e match                  | Centrafrique  | 1 - 1   | Ghana     |                                                                         |                                                                         |
| 5 juin 2022 15h00 (UTC+1) | Namnganda 41e | (1 - 1) | 17e Kudus | Stade national du 11-Novembre, Camama Arbitrage : Pierre Ghislain Atcho | Stade national du 11-Novembre, Camama Arbitrage : Pierre Ghislain Atcho |
| 5 juin 2022 15h00 (UTC+1) | Rapport       |         |           | Stade national du 11-Novembre, Camama Arbitrage : Pierre Ghislain Atcho | Stade national du 11-Novembre, Camama Arbitrage : Pierre Ghislain Atcho |

#### Matchs amicaux
| 1er match                  | Japon                                            | 4 - 1   | Ghana    |                                                                      |                                                                      |
| 10 juin 2022 20h00 (UTC+9) | Yamane 29e · Mitoma 45+1e · Kubo 73e · Maeda 82e | (2 - 1) | 43e Ayew | Stade du parc Misaki, Kobe Spectateurs : 25 100 Arbitrage : Kurt Ams | Stade du parc Misaki, Kobe Spectateurs : 25 100 Arbitrage : Kurt Ams |
| 10 juin 2022 20h00 (UTC+9) | Rapport                                          |         |          | Stade du parc Misaki, Kobe Spectateurs : 25 100 Arbitrage : Kurt Ams | Stade du parc Misaki, Kobe Spectateurs : 25 100 Arbitrage : Kurt Ams |

| 2e match                   | Chili                                       | 0 - 0 1 - 3 t. a. b. | Ghana                 |                                                               |                                                               |
| 14 juin 2022 17h15 (UTC+9) |                                             | (0 - 0)              |                       | Stade de football de Suita, Suita Arbitrage : Hiroki Kasahara | Stade de football de Suita, Suita Arbitrage : Hiroki Kasahara |
| 14 juin 2022 17h15 (UTC+9) | Rapport                                     |                      |                       | Stade de football de Suita, Suita Arbitrage : Hiroki Kasahara | Stade de football de Suita, Suita Arbitrage : Hiroki Kasahara |
| 14 juin 2022 17h15 (UTC+9) | Fernández · Alarcón · Brereton Díaz · Medel | Tirs au but 1 - 3    | Ayew · Kudus · Fatawu | Stade de football de Suita, Suita Arbitrage : Hiroki Kasahara | Stade de football de Suita, Suita Arbitrage : Hiroki Kasahara |

| 3e match                        | Brésil                              | 3 - 0   | Ghana |                                                  |                                                  |
| 23 septembre 2022 20h30 (UTC+1) | Marquinhos 9e · Richarlison 28e 40e | (3 - 0) |       | Stade Océane, Le Havre Arbitrage : Mikael Lesage | Stade Océane, Le Havre Arbitrage : Mikael Lesage |
| 23 septembre 2022 20h30 (UTC+1) | Rapport                             |         |       | Stade Océane, Le Havre Arbitrage : Mikael Lesage | Stade Océane, Le Havre Arbitrage : Mikael Lesage |

| 4e match                        | Nicaragua | 0 - 1   | Ghana      |                                                             |                                                             |
| 27 septembre 2022 20h00 (UTC+1) |           | (0 - 1) | 35e Fatawu | Stade Francisco Artés Carrasco, Lorca Arbitrage : Dario Bel | Stade Francisco Artés Carrasco, Lorca Arbitrage : Dario Bel |
| 27 septembre 2022 20h00 (UTC+1) | Rapport   |         |            | Stade Francisco Artés Carrasco, Lorca Arbitrage : Dario Bel | Stade Francisco Artés Carrasco, Lorca Arbitrage : Dario Bel |

| 5e match                           | Ghana                    | 2 - 0   | Suisse     |                                                 |                                                 |
| 17 novembre 2022 11h45 (UTC+03:00) | Salisu 70e · Semenyo 74e | (0 - 0) |            | Stade Baniyas, Abou Dabi Arbitrage : Ahmed Issa | Stade Baniyas, Abou Dabi Arbitrage : Ahmed Issa |
| 17 novembre 2022 11h45 (UTC+03:00) | Sulemana 59e             | Rapport | 67e Widmer | Stade Baniyas, Abou Dabi Arbitrage : Ahmed Issa | Stade Baniyas, Abou Dabi Arbitrage : Ahmed Issa |

## Effectif
L'effectif du Ghana, est dévoilé le 14 novembre 2022.
| Numéro / Nom       | Numéro / Nom          | Club                     | Date de naissance et âge*  | J.              | Buts            |                 |                 |                 |
| Gardiens de but    | Gardiens de but       | Gardiens de but          | Gardiens de but            | Gardiens de but | Gardiens de but | Gardiens de but | Gardiens de but | Gardiens de but |
| ------------------ | --------------------- | ------------------------ | -------------------------- | --------------- | --------------- | --------------- | --------------- | --------------- |
| 01                 | Lawrence Ati-Zigi     | FC Saint-Gall            | 29 novembre 1996 (25 ans)  | 0               | 0               | 0               | 0               | 0               |
| 12                 | Ibrahim Danlad        | Asante Kotoko            | 2 décembre 2002 (19 ans)   | 0               | 0               | 0               | 0               | 0               |
| 16                 | Abdul Nurudeen        | KAS Eupen                | 8 février 1999 (23 ans)    | 0               | 0               | 0               | 0               | 0               |
| Défenseurs         |                       |                          |                            |                 |                 |                 |                 |                 |
| 02                 | Tariq Lamptey         | Brighton & Hove Albion   | 30 septembre 2000 (22 ans) | 0               | 0               | 0               | 0               | 0               |
| 03                 | Denis Odoi            | Club Bruges              | 27 mai 1988 (34 ans)       | 0               | 0               | 0               | 0               | 0               |
| 04                 | Mohammed Salisu       | Southampton FC           | 17 avril 1999 (23 ans)     | 0               | 0               | 0               | 0               | 0               |
| 14                 | Gideon Mensah         | AJ Auxerre               | 18 juillet 1998 (24 ans)   | 0               | 0               | 0               | 0               | 0               |
| 15                 | Joseph Aidoo          | Celta Vigo               | 29 septembre 1995 (27 ans) | 0               | 0               | 0               | 0               | 0               |
| 17                 | Baba Rahman           | Reading FC               | 2 juillet 1994 (28 ans)    | 0               | 0               | 0               | 0               | 0               |
| 18                 | Daniel Amartey        | Leicester City           | 21 décembre 1994 (27 ans)  | 0               | 0               | 0               | 0               | 0               |
| 23                 | Alexander Djiku       | RC Strasbourg Alsace     | 9 août 1994 (28 ans)       | 0               | 0               | 0               | 0               | 0               |
| 26                 | Alidu Seidu           | Clermont Foot 63         | 4 juin 2000 (22 ans)       | 0               | 0               | 0               | 0               | 0               |
| Milieux de terrain |                       |                          |                            |                 |                 |                 |                 |                 |
| 05                 | Thomas Partey         | Arsenal FC               | 13 juin 1993 (29 ans)      | 0               | 0               | 0               | 0               | 0               |
| 06                 | Elisha Owusu          | La Gantoise              | 7 novembre 1997 (25 ans)   | 0               | 0               | 0               | 0               | 0               |
| 07                 | Abdul Fatawu Issahaku | Sporting CP              | 8 mars 2004 (18 ans)       | 0               | 0               | 0               | 0               | 0               |
| 08                 | Daniel-Kofi Kyereh    | SC Fribourg              | 8 mars 1996 (26 ans)       | 0               | 0               | 0               | 0               | 0               |
| 11                 | Osman Bukari          | Étoile rouge de Belgrade | 13 décembre 1998 (23 ans)  | 0               | 0               | 0               | 0               | 0               |
| 13                 | Daniel Afriyie        | Hearts of Oak            | 26 juin 2001 (21 ans)      | 0               | 0               | 0               | 0               | 0               |
| 20                 | Mohammed Kudus        | Ajax Amsterdam           | 2 août 2000 (22 ans)       | 0               | 0               | 0               | 0               | 0               |
| 21                 | Salis Abdul Samed     | RC Lens                  | 26 mars 2000 (22 ans)      | 0               | 0               | 0               | 0               | 0               |
| 22                 | Kamaldeen Sulemana    | Stade rennais FC         | 15 février 2002 (20 ans)   | 0               | 0               | 0               | 0               | 0               |
| 24                 | Kamal Sowah           | Club Bruges              | 9 janvier 2000 (22 ans)    | 0               | 0               | 0               | 0               | 0               |
| Attaquants         |                       |                          |                            |                 |                 |                 |                 |                 |
| 09                 | Jordan Ayew           | Crystal Palace           | 11 septembre 1991 (31 ans) | 0               | 0               | 0               | 0               | 0               |
| 10                 | André Ayew            | Al-Sadd                  | 17 décembre 1989 (32 ans)  | 0               | 0               | 0               | 0               | 0               |
| 19                 | Iñaki Williams        | Athletic Club            | 15 juin 1994 (28 ans)      | 0               | 0               | 0               | 0               | 0               |
| 25                 | Antoine Semenyo       | Bristol City             | 7 janvier 2000 (22 ans)    | 0               | 0               | 0               | 0               | 0               |
| Sélectionneur      |                       |                          |                            |                 |                 |                 |                 |                 |
|                    | Otto Addo             |                          | 9 juin 1975 (47 ans)       |                 |                 |                 |                 |                 |

* NB : Les âges sont calculés au début de la Coupe du monde 2022, le 20 novembre 2022.

## Compétition

### Premier tour
|   | Équipe       | Pts | J | G | N | P | Bp | Bc | Diff |
| 1 | Portugal     | 6   | 3 | 2 | 0 | 1 | 6  | 4  | +2   |
| 2 | Corée du Sud | 4   | 3 | 1 | 1 | 1 | 4  | 4  | 0    |
| 3 | Uruguay      | 4   | 3 | 1 | 1 | 1 | 2  | 2  | 0    |
| 4 | Ghana        | 3   | 3 | 1 | 0 | 2 | 5  | 7  | -2   |

| 14 | 24 novembre 2022 | Uruguay      | 0 - 0 | Corée du Sud |
| 15 | 24 novembre 2022 | Portugal     | 3 - 2 | Ghana        |
| 30 | 28 novembre 2022 | Corée du Sud | 2 - 3 | Ghana        |
| 32 | 28 novembre 2022 | Portugal     | 2 - 0 | Uruguay      |
| 45 | 2 décembre 2022  | Ghana        | 0 - 2 | Uruguay      |
| 46 | 2 décembre 2022  | Corée du Sud | 2 - 1 | Portugal     |

#### Portugal  -  Ghana
| Match 15                                                     | Portugal                                                            | 3 - 2   | Ghana                    | Stade 974, Doha                                                                   |                                                                                   |
| 24 novembre 2022 · 19:00 (UTC+3) · Historique des rencontres | Ronaldo 65e (pen.) · ( Fernandes) Félix 78e · ( Fernandes) Leão 80e | (0 - 0) | 73e A. Ayew · 89e Bukari | Spectateurs : 42 662 Arbitrage : Ismail Elfath Arbitre vidéo : Armando Villarreal | Spectateurs : 42 662 Arbitrage : Ismail Elfath Arbitre vidéo : Armando Villarreal |
| 24 novembre 2022 · 19:00 (UTC+3) · Historique des rencontres | Rapport                                                             |         |                          | Spectateurs : 42 662 Arbitrage : Ismail Elfath Arbitre vidéo : Armando Villarreal | Spectateurs : 42 662 Arbitrage : Ismail Elfath Arbitre vidéo : Armando Villarreal |

| Portugal | Ghana |

| PORTUGAL :      |    |                   |       |     |
|                 |    |                   |       |     |
| Gardien de but  | 22 | Diogo Costa       |       |     |
|                 | 05 | Raphaël Guerreiro |       |     |
|                 | 13 | Danilo Pereira    | 90+1e |     |
|                 | 04 | Rúben Dias        |       |     |
|                 | 20 | João Cancelo      |       |     |
|                 | 18 | Rúben Neves       |       | 77e |
|                 | 08 | Bruno Fernandes   | 90+5e |     |
|                 | 10 | Bernardo Silva    |       | 88e |
|                 | 11 | João Félix        |       | 88e |
|                 | 07 | Cristiano Ronaldo |       | 88e |
|                 | 25 | Otávio            |       | 56e |
| Remplaçants :   |    |                   |       |     |
|                 | 14 | William Carvalho  |       | 56e |
|                 | 15 | Rafael Leão       |       | 77e |
|                 | 06 | João Palhinha     |       | 88e |
|                 | 26 | Gonçalo Ramos     |       | 88e |
|                 | 17 | João Mário        |       | 88e |
| Sélectionneur : |    |                   |       |     |
| Fernando Santos |    |                   |       |     |

| GHANA :         |    |                    |       |       |
|                 |    |                    |       |       |
| Gardien de but  | 01 | Lawrence Ati-Zigi  |       |       |
|                 | 17 | Baba Rahman        |       |       |
|                 | 04 | Mohammed Salisu    |       | 90+2e |
|                 | 18 | Daniel Amartey     |       |       |
|                 | 23 | Alexander Djiku    |       |       |
|                 | 26 | Alidu Seidu        | 57e   | 66e   |
|                 | 10 | André Ayew         | 49e   | 77e   |
|                 | 21 | Salis Abdul Samed  |       | 90+2e |
|                 | 05 | Thomas Partey      |       |       |
|                 | 20 | Mohammed Kudus     | 45+1e | 77e   |
|                 | 19 | Iñaki Williams     | 90+1e |       |
| Remplaçants :   |    |                    |       |       |
|                 | 02 | Tariq Lamptey      |       | 66e   |
|                 | 11 | Osman Bukari       |       | 77e   |
|                 | 09 | Jordan Ayew        |       | 77e   |
|                 | 08 | Daniel-Kofi Kyereh |       | 90+2e |
|                 | 25 | Antoine Semenyo    |       | 90+2e |
| Sélectionneur : |    |                    |       |       |
| Otto Addo       |    |                    |       |       |

| Assistants : Kyle Atkins Corey Parker Quatrième arbitre : Stéphanie Frappart Assistants arbitre vidéo : Drew Fischer Alessandro Giallatini Shaun Evans Homme du Match : Cristiano Ronaldo |

#### Corée du Sud - Ghana
| Match 30                                                     | Corée du Sud                                            | 2 - 3   | Ghana                                                   | Stade Education City, Al Rayyan                                                    |                                                                                    |
| 28 novembre 2022 · 16:00 (UTC+3) · Historique des rencontres | ( Lee K.-I.) Cho G.-S. 58e · ( Kim J.-S.) Cho G.-S. 61e | (0 - 2) | 24e Salisu · 34e Kudus (J. Ayew ) · 68e Kudus (Mensah ) | Spectateurs : 43 983 Arbitrage : Anthony Taylor Arbitre vidéo : Tomasz Kwiatkowski | Spectateurs : 43 983 Arbitrage : Anthony Taylor Arbitre vidéo : Tomasz Kwiatkowski |
| 28 novembre 2022 · 16:00 (UTC+3) · Historique des rencontres | Rapport                                                 |         |                                                         | Spectateurs : 43 983 Arbitrage : Anthony Taylor Arbitre vidéo : Tomasz Kwiatkowski | Spectateurs : 43 983 Arbitrage : Anthony Taylor Arbitre vidéo : Tomasz Kwiatkowski |

| Corée du Sud | Ghana |

| CORÉE DU SUD :  |             |                 |             |        |
|                 |             |                 |             |        |
| Gardien de but  | 01          | Kim Seung-gyu   |             |        |
|                 | 03          | Kim Jin-su      |             |        |
|                 | 19          | Kim Young-gwon  | 77e         |        |
|                 | 04          | Kim Min-jae     |             | 90+2e  |
|                 | 15          | Kim Moon-hwan   |             |        |
|                 | 05          | Jung Woo-young  | 27e         | 78e    |
|                 | 06          | Hwang In-beom   |             |        |
|                 | 07          | Son Heung-min   |             |        |
|                 | 25          | Jeong Woo-yeong |             | 46e    |
|                 | 22          | Kwon Chang-hoon |             | 57e    |
|                 | 09          | Cho Gue-sung    |             |        |
| Remplaçants :   |             |                 |             |        |
|                 | 17          | Na Sang-ho      |             | 46e    |
|                 | 18          | Lee Kang-in     |             | 57e    |
|                 | 16          | Hwang Ui-jo     |             | 78e    |
|                 | 20          | Kwon Kyung-won  |             | 90+2e  |
| Sélectionneur : |             |                 |             |        |
| Paulo Bento     | Paulo Bento | Paulo Bento     | Paulo Bento | 90+11e |

| GHANA :         |    |                    |     |     |
|                 |    |                    |     |     |
| Gardien de but  | 01 | Lawrence Ati-Zigi  |     |     |
|                 | 14 | Gideon Mensah      |     | 88e |
|                 | 04 | Mohammed Salisu    |     |     |
|                 | 18 | Daniel Amartey     | 21e |     |
|                 | 02 | Tariq Lamptey      | 73e | 78e |
|                 | 21 | Salis Abdul Samed  |     |     |
|                 | 20 | Mohammed Kudus     |     | 83e |
|                 | 05 | Thomas Partey      |     |     |
|                 | 09 | Jordan Ayew        |     | 78e |
|                 | 19 | Iñaki Williams     |     |     |
|                 | 10 | André Ayew         |     | 78e |
| Remplaçants :   |    |                    |     |     |
|                 | 22 | Kamaldeen Sulemana |     | 78e |
|                 | 08 | Daniel-Kofi Kyereh |     | 78e |
|                 | 03 | Denis Odoi         |     | 78e |
|                 | 23 | Alexander Djiku    |     | 83e |
|                 | 17 | Baba Rahman        |     | 88e |
| Sélectionneur : |    |                    |     |     |
| Otto Addo       |    |                    |     |     |

| Assistants : Gary Beswick Adam Nunn Quatrième arbitre : Kevin Ortega Assistants arbitre vidéo : Alejandro Hernández Hernández Kyle Atkins Ricardo de Burgos Bengoetxea Homme du Match : Mohammed Kudus |

#### Ghana - Uruguay
| Match 45                                                    | Ghana   | 0 - 2   | Uruguay                                         | Stade Al-Janoub, Al Wakrah                                                      |                                                                                 |
| 2 décembre 2022 · 18:00 (UTC+3) · Historique des rencontres |         | (0 - 2) | 26e De Arrascaeta · 32e De Arrascaeta (Suárez ) | Spectateurs : 43 443 Arbitrage : Daniel Siebert Arbitre vidéo : Bastian Dankert | Spectateurs : 43 443 Arbitrage : Daniel Siebert Arbitre vidéo : Bastian Dankert |
| 2 décembre 2022 · 18:00 (UTC+3) · Historique des rencontres | Rapport |         |                                                 | Spectateurs : 43 443 Arbitrage : Daniel Siebert Arbitre vidéo : Bastian Dankert | Spectateurs : 43 443 Arbitrage : Daniel Siebert Arbitre vidéo : Bastian Dankert |

| Ghana | Uruguay |

| GHANA :         |    |                       |       |       |
|                 |    |                       |       |       |
| Gardien de but  | 01 | Lawrence Ati-Zigi     |       |       |
|                 | 17 | Baba Rahman           |       |       |
|                 | 04 | Mohammed Salisu       |       |       |
|                 | 18 | Daniel Amartey        |       |       |
|                 | 26 | Alidu Seidu           | 90+9e |       |
|                 | 21 | Salis Abdul Samed     |       | 72e   |
|                 | 05 | Thomas Partey         |       |       |
|                 | 09 | Jordan Ayew           |       | 46e   |
|                 | 10 | André Ayew            |       | 46e   |
|                 | 20 | Mohammed Kudus        |       | 90+8e |
|                 | 19 | Iñaki Williams        |       | 72e   |
| Remplaçants :   |    |                       |       |       |
|                 | 22 | Kamaldeen Sulemana    |       | 46e   |
|                 | 11 | Osman Bukari          |       | 46e   |
|                 | 25 | Antoine Semenyo       |       | 72e   |
|                 | 08 | Daniel-Kofi Kyereh    |       | 72e   |
|                 | 07 | Abdul Fatawu Issahaku |       | 90+8e |
| Sélectionneur : |    |                       |       |       |
| Otto Addo       |    |                       |       |       |

| URUGUAY :       |    |                        |        |     |
|                 |    |                        |        |     |
| Gardien de but  | 23 | Sergio Rochet          |        |     |
|                 | 16 | Mathías Olivera        |        |     |
|                 | 19 | Sebastián Coates       |        |     |
|                 | 02 | José María Giménez     | 90+10e |     |
|                 | 13 | Guillermo Varela       |        |     |
|                 | 06 | Rodrigo Bentancur      |        | 34e |
|                 | 15 | Federico Valverde      |        |     |
|                 | 10 | Giorgian De Arrascaeta |        | 80e |
|                 | 11 | Darwin Núñez           | 20e    | 80e |
|                 | 09 | Luis Suárez            |        | 66e |
|                 | 08 | Facundo Pellistri      |        | 66e |
| Remplaçants :   |    |                        |        |     |
|                 | 05 | Matías Vecino          |        | 34e |
|                 | 21 | Edinson Cavani         | 90+10e | 66e |
|                 | 07 | Nicolás de la Cruz     |        | 66e |
|                 | 18 | Maxi Gómez             |        | 80e |
|                 | 24 | Agustín Canobbio       |        | 80e |
| Sélectionneur : |    |                        |        |     |
| Diego Alonso    |    |                        |        |     |

| Assistants : Jan Seidel Rafael Foltyn Quatrième arbitre : Yoshimi Yamashita Assistants arbitre vidéo : Pol van Boekel Ciro Carbone Paolo Valeri Homme du Match : Giorgian De Arrascaeta |

## Statistiques

### Temps de jeu
| Joueur                | |    |    | TT | But inscrit | Passe décisive | MJ | MT | Légende |
| --------------------- | --- | -- | -- | -- | ----------- | -------------- | -- | -- | ------- |
| Gardiens              | Abréviations et symboles : · TT : Total de minutes jouées · MJ : Nombre de matchs joués · MT : Matchs joués en tant que titulaire · : but · : passe décisive · : joueur entré · : joueur remplacé · : capitaine · : carton jaune · : carton rouge · |    |    |    |             |                |    |    |         |
| Lawrence Ati-Zigi     | Abréviations et symboles : · TT : Total de minutes jouées · MJ : Nombre de matchs joués · MT : Matchs joués en tant que titulaire · : but · : passe décisive · : joueur entré · : joueur remplacé · : capitaine · : carton jaune · : carton rouge · | 90 | 90 | 90 | 270         | -              | -  | 3  | 3       |
| Ibrahim Danlad        | Abréviations et symboles : · TT : Total de minutes jouées · MJ : Nombre de matchs joués · MT : Matchs joués en tant que titulaire · : but · : passe décisive · : joueur entré · : joueur remplacé · : capitaine · : carton jaune · : carton rouge · | -  | -  | -  | -           | -              | -  | -  | -       |
| Abdul Nurudeen        | Abréviations et symboles : · TT : Total de minutes jouées · MJ : Nombre de matchs joués · MT : Matchs joués en tant que titulaire · : but · : passe décisive · : joueur entré · : joueur remplacé · : capitaine · : carton jaune · : carton rouge · | -  | -  | -  | -           | -              | -  | -  | -       |
| Défenseurs            | Abréviations et symboles : · TT : Total de minutes jouées · MJ : Nombre de matchs joués · MT : Matchs joués en tant que titulaire · : but · : passe décisive · : joueur entré · : joueur remplacé · : capitaine · : carton jaune · : carton rouge · |    |    |    |             |                |    |    |         |
| Joseph Aidoo          | Abréviations et symboles : · TT : Total de minutes jouées · MJ : Nombre de matchs joués · MT : Matchs joués en tant que titulaire · : but · : passe décisive · : joueur entré · : joueur remplacé · : capitaine · : carton jaune · : carton rouge · | -  | -  | -  | -           | -              | -  | -  | -       |
| Daniel Amartey        | Abréviations et symboles : · TT : Total de minutes jouées · MJ : Nombre de matchs joués · MT : Matchs joués en tant que titulaire · : but · : passe décisive · : joueur entré · : joueur remplacé · : capitaine · : carton jaune · : carton rouge · | 90 | 90 | 90 | 270         | -              | -  | 3  | 3       |
| Alexander Djiku       | Abréviations et symboles : · TT : Total de minutes jouées · MJ : Nombre de matchs joués · MT : Matchs joués en tant que titulaire · : but · : passe décisive · : joueur entré · : joueur remplacé · : capitaine · : carton jaune · : carton rouge · | 90 | 7  | -  | 97          | -              | -  | 2  | 1       |
| Tariq Lamptey         | Abréviations et symboles : · TT : Total de minutes jouées · MJ : Nombre de matchs joués · MT : Matchs joués en tant que titulaire · : but · : passe décisive · : joueur entré · : joueur remplacé · : capitaine · : carton jaune · : carton rouge · | 23 | 78 | -  | 101         | -              | -  | 2  | 1       |
| Gideon Mensah         | Abréviations et symboles : · TT : Total de minutes jouées · MJ : Nombre de matchs joués · MT : Matchs joués en tant que titulaire · : but · : passe décisive · : joueur entré · : joueur remplacé · : capitaine · : carton jaune · : carton rouge · | -  | 88 | -  | 88          | -              | 1  | 1  | 1       |
| Denis Odoi            | Abréviations et symboles : · TT : Total de minutes jouées · MJ : Nombre de matchs joués · MT : Matchs joués en tant que titulaire · : but · : passe décisive · : joueur entré · : joueur remplacé · : capitaine · : carton jaune · : carton rouge · | -  | 12 | -  | 12          | -              | -  | 1  | 0       |
| Baba Rahman           | Abréviations et symboles : · TT : Total de minutes jouées · MJ : Nombre de matchs joués · MT : Matchs joués en tant que titulaire · : but · : passe décisive · : joueur entré · : joueur remplacé · : capitaine · : carton jaune · : carton rouge · | 90 | 2  | 90 | 182         | -              | -  | 3  | 2       |
| Mohammed Salisu       | Abréviations et symboles : · TT : Total de minutes jouées · MJ : Nombre de matchs joués · MT : Matchs joués en tant que titulaire · : but · : passe décisive · : joueur entré · : joueur remplacé · : capitaine · : carton jaune · : carton rouge · | 90 | 90 | 90 | 270         | 1              | -  | 3  | 3       |
| Alidu Seidu           | Abréviations et symboles : · TT : Total de minutes jouées · MJ : Nombre de matchs joués · MT : Matchs joués en tant que titulaire · : but · : passe décisive · : joueur entré · : joueur remplacé · : capitaine · : carton jaune · : carton rouge · | 66 | -  | 90 | 156         | -              | -  | 2  | 2       |
| Milieux               | Abréviations et symboles : · TT : Total de minutes jouées · MJ : Nombre de matchs joués · MT : Matchs joués en tant que titulaire · : but · : passe décisive · : joueur entré · : joueur remplacé · : capitaine · : carton jaune · : carton rouge · |    |    |    |             |                |    |    |         |
| Daniel Afriyie        | Abréviations et symboles : · TT : Total de minutes jouées · MJ : Nombre de matchs joués · MT : Matchs joués en tant que titulaire · : but · : passe décisive · : joueur entré · : joueur remplacé · : capitaine · : carton jaune · : carton rouge · | -  | -  | -  | -           | -              | -  | -  | -       |
| Salis Abdul Samed     | Abréviations et symboles : · TT : Total de minutes jouées · MJ : Nombre de matchs joués · MT : Matchs joués en tant que titulaire · : but · : passe décisive · : joueur entré · : joueur remplacé · : capitaine · : carton jaune · : carton rouge · | 90 | 90 | 72 | 252         | -              | -  | 3  | 3       |
| Osman Bukari          | Abréviations et symboles : · TT : Total de minutes jouées · MJ : Nombre de matchs joués · MT : Matchs joués en tant que titulaire · : but · : passe décisive · : joueur entré · : joueur remplacé · : capitaine · : carton jaune · : carton rouge · | 13 | -  | 44 | 57          | 1              | -  | 2  | 0       |
| Abdul Fatawu Issahaku | Abréviations et symboles : · TT : Total de minutes jouées · MJ : Nombre de matchs joués · MT : Matchs joués en tant que titulaire · : but · : passe décisive · : joueur entré · : joueur remplacé · : capitaine · : carton jaune · : carton rouge · | -  | -  | 0  | 0           | -              | -  | 1  | 0       |
| Daniel-Kofi Kyereh    | Abréviations et symboles : · TT : Total de minutes jouées · MJ : Nombre de matchs joués · MT : Matchs joués en tant que titulaire · : but · : passe décisive · : joueur entré · : joueur remplacé · : capitaine · : carton jaune · : carton rouge · | 0  | 12 | 18 | 30          | -              | -  | 3  | 0       |
| Mohammed Kudus        | Abréviations et symboles : · TT : Total de minutes jouées · MJ : Nombre de matchs joués · MT : Matchs joués en tant que titulaire · : but · : passe décisive · : joueur entré · : joueur remplacé · : capitaine · : carton jaune · : carton rouge · | 77 | 83 | 90 | 250         | 2              | -  | 3  | 3       |
| Elisha Owusu          | Abréviations et symboles : · TT : Total de minutes jouées · MJ : Nombre de matchs joués · MT : Matchs joués en tant que titulaire · : but · : passe décisive · : joueur entré · : joueur remplacé · : capitaine · : carton jaune · : carton rouge · | -  | -  | -  | -           | -              | -  | -  | -       |
| Thomas Partey         | Abréviations et symboles : · TT : Total de minutes jouées · MJ : Nombre de matchs joués · MT : Matchs joués en tant que titulaire · : but · : passe décisive · : joueur entré · : joueur remplacé · : capitaine · : carton jaune · : carton rouge · | 90 | 90 | 90 | 270         | -              | -  | 3  | 3       |
| Kamal Sowah           | Abréviations et symboles : · TT : Total de minutes jouées · MJ : Nombre de matchs joués · MT : Matchs joués en tant que titulaire · : but · : passe décisive · : joueur entré · : joueur remplacé · : capitaine · : carton jaune · : carton rouge · | -  | -  | -  | -           | -              | -  | -  | -       |
| Kamaldeen Sulemana    | Abréviations et symboles : · TT : Total de minutes jouées · MJ : Nombre de matchs joués · MT : Matchs joués en tant que titulaire · : but · : passe décisive · : joueur entré · : joueur remplacé · : capitaine · : carton jaune · : carton rouge · | -  | 12 | 44 | 56          | -              | -  | 2  | 0       |
| Attaquants            | Abréviations et symboles : · TT : Total de minutes jouées · MJ : Nombre de matchs joués · MT : Matchs joués en tant que titulaire · : but · : passe décisive · : joueur entré · : joueur remplacé · : capitaine · : carton jaune · : carton rouge · |    |    |    |             |                |    |    |         |
| André Ayew            | Abréviations et symboles : · TT : Total de minutes jouées · MJ : Nombre de matchs joués · MT : Matchs joués en tant que titulaire · : but · : passe décisive · : joueur entré · : joueur remplacé · : capitaine · : carton jaune · : carton rouge · | 77 | 78 | 46 | 201         | 1              | -  | 3  | 3       |
| Jordan Ayew           | Abréviations et symboles : · TT : Total de minutes jouées · MJ : Nombre de matchs joués · MT : Matchs joués en tant que titulaire · : but · : passe décisive · : joueur entré · : joueur remplacé · : capitaine · : carton jaune · : carton rouge · | 13 | 78 | 46 | 137         | -              | 1  | 3  | 2       |
| Antoine Semenyo       | Abréviations et symboles : · TT : Total de minutes jouées · MJ : Nombre de matchs joués · MT : Matchs joués en tant que titulaire · : but · : passe décisive · : joueur entré · : joueur remplacé · : capitaine · : carton jaune · : carton rouge · | 0  | -  | 18 | 18          | -              | -  | 2  | 0       |
| Iñaki Williams        | Abréviations et symboles : · TT : Total de minutes jouées · MJ : Nombre de matchs joués · MT : Matchs joués en tant que titulaire · : but · : passe décisive · : joueur entré · : joueur remplacé · : capitaine · : carton jaune · : carton rouge · | 90 | 90 | 72 | 252         | -              | -  | 3  | 3       |
| Total                 | Abréviations et symboles : · TT : Total de minutes jouées · MJ : Nombre de matchs joués · MT : Matchs joués en tant que titulaire · : but · : passe décisive · : joueur entré · : joueur remplacé · : capitaine · : carton jaune · : carton rouge · |    |    |    |             |                |    |    |         |
| Équipe du Ghana       | Abréviations et symboles : · TT : Total de minutes jouées · MJ : Nombre de matchs joués · MT : Matchs joués en tant que titulaire · : but · : passe décisive · : joueur entré · : joueur remplacé · : capitaine · : carton jaune · : carton rouge · | 90 | 90 | 90 | 270         | 5              | 2  | 3  | -       |

| Buts | Joueurs         | Adversaires      |
| ---- | --------------- | ---------------- |
| 2    | Mohammed Kudus  | Corée du Sud (2) |
| 1    | André Ayew      | Portugal         |
| 1    | Osman Bukari    | Portugal         |
| 1    | Mohammed Salisu | Corée du Sud     |

| Passes | Joueurs       | Adversaires  |
| ------ | ------------- | ------------ |
| 1      | Jordan Ayew   | Corée du Sud |
| 1      | Gideon Mensah | Corée du Sud |